# Нефтяные Камни
Нефтяны́е Ка́мни (азерб. Neft daşları) — крайняя восточная сухопутная точка Азербайджанской Республики, посёлок городского типа в Каспийском море в 42 километрах к востоку от Апшеронского полуострова. Административно относится к Пираллахинскому району города Баку. Расположен на металлических эстакадах, сооружённых в 1949 году в связи с началом добычи нефти со дна моря вокруг т. н. Чёрных Камней — каменной гряды (банки), едва выступающей на поверхности моря. Нефтяные Камни окружены каменными рифами, между которыми имеются банки, подводные и надводные камни. Гавани Северная и Южная находятся у западного берега острова и образованы затопленными судами. Здесь расположены буровые вышки, соединённые эстакадами, на которых размещён посёлок рабочих нефтепромыслов. Это самый восточный населённый пункт Азербайджана. Постоянного населения нет.
Нефтяные Камни числятся в списке Книги рекордов Гиннесса как старейшая морская нефтяная платформа.

## История

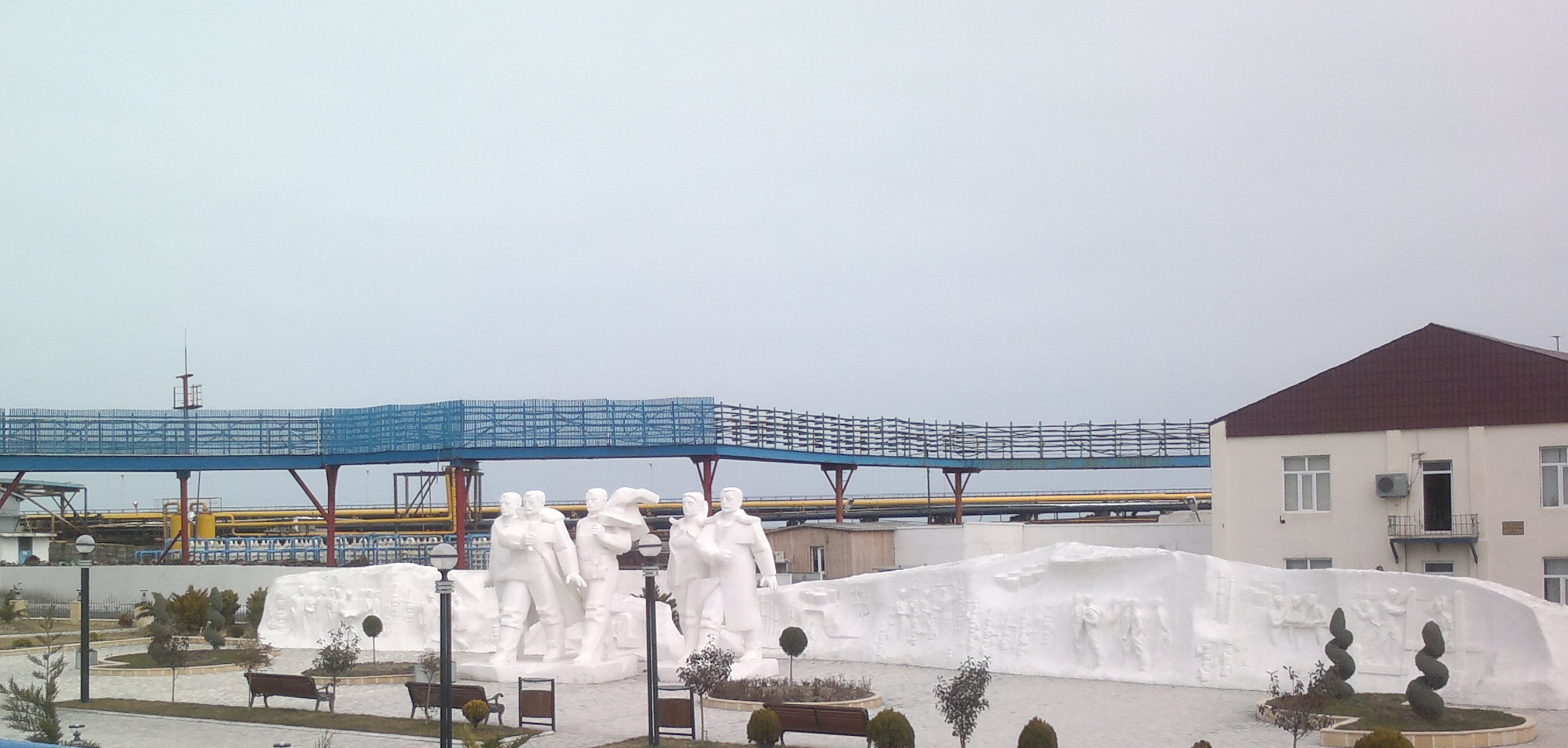
Памятник нефтяникам на Нефтяных Камнях

Нефтяные Камни — морское месторождение, разработка которого стала событием в развитии нефтяного дела СССР. Нефтяные Камни в тот период являлись крупнейшим в мире морским нефтяным месторождением как по объёмам залежи, так и по объёму добываемой нефти. Нефтяные Камни являются городом на сваях. За короткий срок в открытом море на расстоянии до 50 километров от берега были созданы крупные морские промыслы. Нефтяные Камни считаются столицей Каспийского шельфа.
Масштабные геологические исследования района Нефтяных Камней были проведены в 1945—1948 годах. Строительство посёлка началось в 1958 году. Были построены две электростанции мощностью 250 кВт, котельная, нефтесборочный пункт, очистные установки, 16 двухэтажных домов, больница, баня. К 1960 году было построено здание Бакинского нефтяного техникума. В 1966—1975 годах здесь были хлебозавод, лимонадный цех, два 5-этажных общежития и один 9-этажный жилой корпус. Был разбит парк с деревьями. В 1976—1986 годах завершено строительство нефтесборных пунктов, трёх 5-этажных общежитий, столовой, больницы, двух газомазутных компрессорных станций, биологической установки питьевой воды, двух подводных нефтепроводов диаметром 350 мм до терминала Дюбенди. По эстакадам осуществляется автомобильное движение. Между Нефтяными Камнями и портом Баку поддерживается регулярное морское и воздушное (вертолётное) сообщения.

## Этимология
Название «Нефтяные Камни» имеет историческое значение — ещё задолго до открытия этого месторождения учёные заметили в Каспийском море чёрные, покрытые плёнкой нефти скалы. Эту зону морской акватории назвали «Чёрные Камни». Район Нефтяных Камней начали изучать уже с 1859 года, что нашло отражение в целом ряде работ различных учёных: выдающегося исследователя Кавказа академика Г. В. Абиха и известных учёных-нефтяников С. А. Ковалевского, Ф. А. Рустамбекова, А. К. Алиева, Э. Н. Алиханова, Б. К. Бабазаде, В. С. Мелик-Пашаева, Ф. И. Самедова, Ю. А. Сафарова, С. А. Оруджева, А. Б. Сулейманова, Х. Б. Юсуф-заде, М. Ф. Мир-Бабаева и многих других.

## Начало добычи нефти

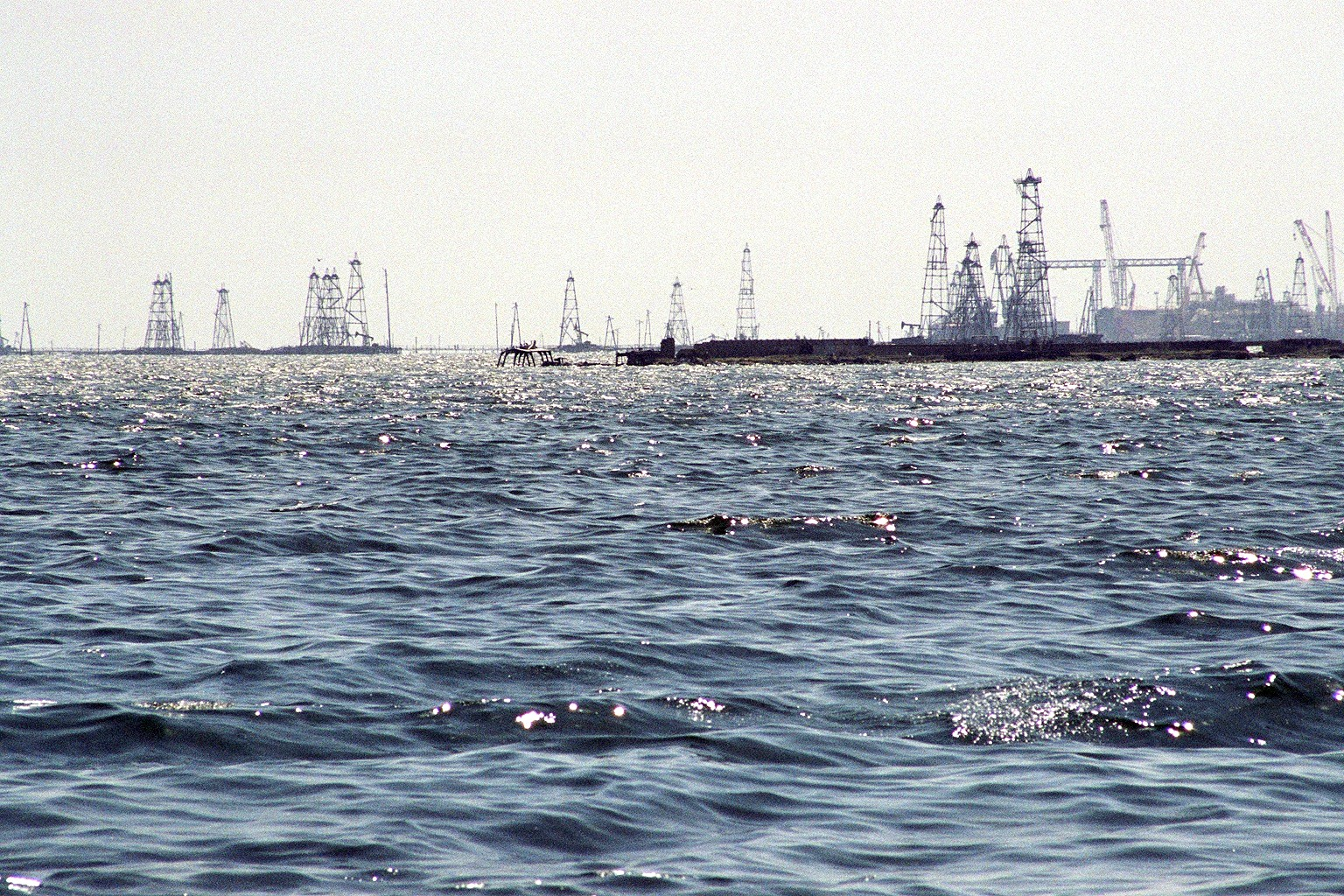
Буровые вышки Нефтяных Камней

Одним из первых инициаторов добычи нефти со дна моря являлся горный инженер В. К. Згленицкий, который ещё 3 октября 1896 года обратился в Бакинский горный департамент с прошением разрешить ему произвести бурение скважин на искусственном материке в Биби-Эйбатской бухте. К своему прошению он приложил оригинальный для того времени проект, согласно которому предполагалось построить сооружение специального водонепроницаемого помоста на высоте 12 футов (до 4 м) над уровнем моря со спуском добываемой нефти в баржи.

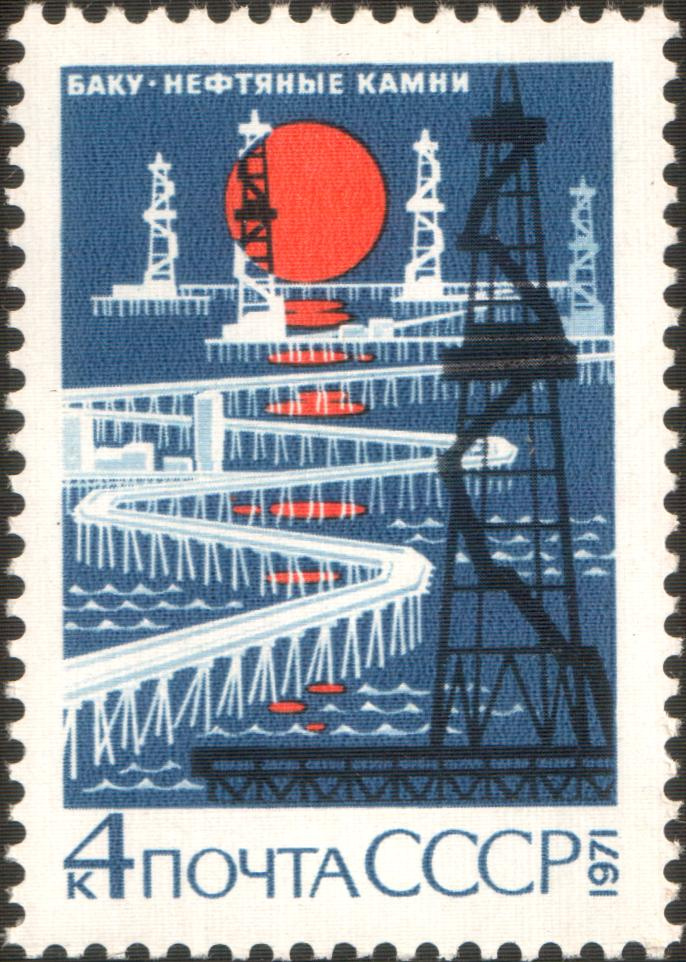
Почтовая марка СССР 1971 года, посвящённая Нефтяным Камням

В случае фонтана предусматривалась специальная баржа грузоподъёмностью до 200 тыс. тонн нефти, которая и обеспечивала бы безопасный вывоз нефти на берег. Кавказское горное управление отклонило его просьбу, тем не менее, признав, что дно Каспийского моря близ Абшерона является нефтеносным, и было бы желательно проверить как нефтеносность морского дна, так и опытным путём выявить техническую возможность добычи нефти и экономические условия такого способа эксплуатации.
В 1924 году пилот Теймур Мустафаев, пролетая над Каспийским морем в этом районе, заметил пузыри и масляные пятна на поверхности моря. Об этом уведомили Азнефть. Геологи провели разведку местности, и также подтвердили нефтеносность.
Первая практическая работа по изучению геологических структур акватории Нефтяных Камней была осуществлена в 1946 году нефтяной экспедицией Академии наук Азербайджанской ССР, в результате которой были обнаружены огромные запасы нефти.
Мощным толчком к разведке нефтяных и газовых месторождений на различных участках Каспийского моря стало получение морской нефти у бухты Ильича (сейчас — Bail limani (бухта Баил)) из 1-й в мире скважины № 71, построенной в 1924 году на деревянных сваях. Позже, в 1932—1933 годах были построены ещё два основания, когда стало ясно, что контур нефтеносности выходит за пределы засыпанной в 1932 году Биби-Эйбатской бухты. Первое основание, сооружённое на расстоянии 270 м от восточного ограждения засыпки бухты на глубине моря до 6 м, имело площадь 948 м² и длину 55 м.
Первый десант нефтяников, высадившихся на Нефтяные Камни 14 ноября 1948 года, был в составе руководителя десанта Николая Байбакова, автора идеи о морских залежах нефти, начальника созданного в 1947 году объединения «Азнефтеразведка» Сабита Оруджева, геолога Ага Алиева и специалиста по буровым работам Юсифа Сафарова. Капитаном морского буксира «Победа», на котором плыл десант, был один из опытных послевоенных каспийских капитанов Аждар Садыхов. Кроме того, были строители-вышкомонтажники, инженеры-буровики, которые осуществляли строительство первых производственных объектов на сваях.

## Промышленная разработка
Подготовительные работы к бурению первой разведочной скважины на Нефтяных Камнях начались в июне 1949 года. Для создания плацдарма бурения использовали отслуживший свой срок корабль «Чванов», отбуксированный в зону Нефтяных Камней, и затопленный на заданной точке. 24 августа 1949 года бригада будущего Героя Социалистического труда Михаила Каверочкина приступила к бурению первой скважины, давшей 7 ноября того же года долгожданную нефть. Скважина имела глубину около 1000 м, а её суточный дебит составлял 100 тонн фонтанной нефти. В честь этого события решено было переименовать «Чёрные Камни» в «Нефтяные Камни».
Позже, для постройки плацдарма бурения второй скважины, туда привели и наполовину затопили ещё 7 старых, почти непригодных к плаванию, кораблей. Так родился искусственный «Остров семи кораблей», где спустя полгода уже добывали нефть.
Вторая скважина, пробурённая бригадой другого Героя Социалистического труда Курбана Аббасова, примерно с таким же дебитом как и первая, была сдана в эксплуатацию в первой половине 1950 года.
В 1951 году началась промышленная разработка Нефтяных Камней. В 1952 году впервые в мировой практике началось строительство эстакады, которая должна была соединить искусственные металлические острова. Добыча нефти ведётся более чем с 20 горизонтов, что представляет собой уникальное явление. С 1949 года на месторождении пробурено 1940 скважин, давших 60 % всей морской нефти СССР. На конец 1990-х годов количество скважин составило 472, из них действующих — 421. Среднесуточный уровень добычи −1800-2000 т нефти, 50 % скважин обводнены. Остаточные извлекаемые запасы нефти на месторождении составляют 21 млн т. Месторождение связано с материком подводным нефтепроводом протяжённостью 78 км, диаметром 350 мм. В конце 1990-х гг. здесь работало 2 тыс. чел.
Именно на Нефтяных Камнях впервые был основан полный цикл морских работ: от поисков нефти и газа до сдачи готовой продукции, от экспериментов в области морской техники до её массового освоения и внедрения. В процессе ведения разведочных и эксплуатационных работ на Нефтяных Камнях была образована целая школа подготовки научных кадров. На практике осуществлялись новейшие идеи и разработки учёных, а нефтяники приобретали профессиональный опыт и навыки в сложнейших морских условиях. Нефтяные специалисты, работающие на Нефтяных Камнях, позже отправлялись работать на месторождениях «Казахнефть», «Туркменнефть», «Дагнефть», «Татнефть», «Башнефть».
На Нефтяных Камнях впервые в СССР был апробирован метод бурения с одного основания нескольких наклонно-направленных скважин. В дальнейшем этот метод кустового бурения широко использовали на других нефтяных месторождениях СССР. Новый эстакадный метод разработки месторождения Нефтяные Камни до сих пор считается первым в мире и не имеет аналогов.

## Транспортировка нефти

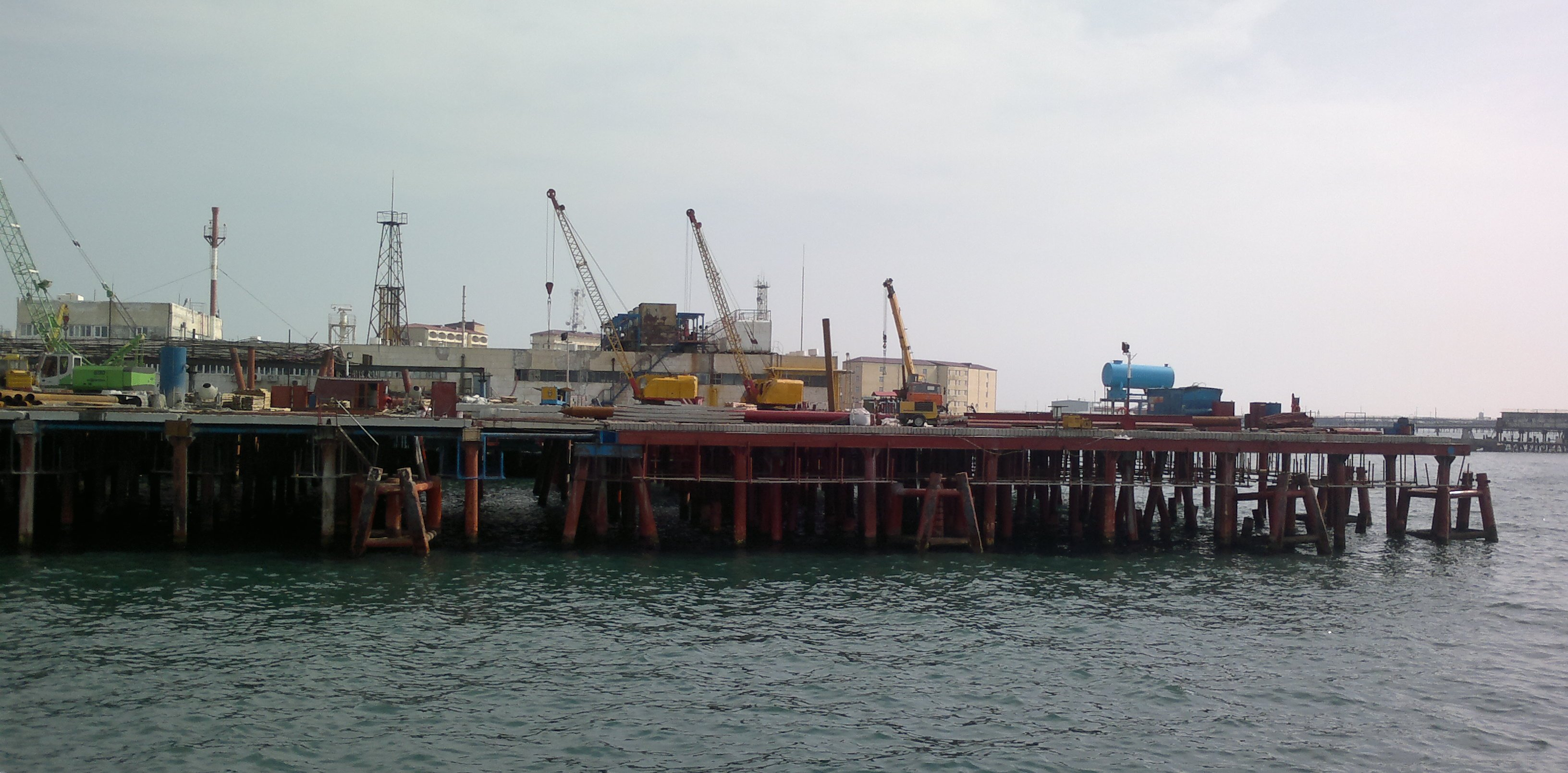
Доки на Нефтяных Камнях

В феврале 1951 года первый танкер с нефтью месторождения Нефтяных Камней встал под разгрузку у причала нефтеналивного порта Дюбенди. Подводный нефтепровод от Нефтяных Камней, по которому в настоящее время нефть доставляется на берег, был построен только в 1981 году.

## Хрущёв и Нефтяные Камни
В 1960 году первый секретарь ЦК КПСС Н. С. Хрущёв посетил Нефтяные Камни и оперативно решил две серьёзные проблемы месторождения: дал распоряжение доставлять вахты с берега на месторождение вертолётами; в тот период это были Ми-4, а позже МИ-8 (до этого людей, продукты, всевозможные товары доставляли с берега только морским путём) и распорядился строить 5-9-этажные дома на насыпных основаниях (до его визита там строились 1-2-этажные дома на сваях). Таким образом, была решена важная проблема жилья для нефтяников-вахтовиков: в первое же время работы на Нефтяных Камнях нефтяники жили в каютах старых кораблей, затопленных около островков.

## Новейшая история
Во второй половине 2000-х годов общежития для работников были капитально отремонтированы, был разбит парк, заменён мемориал жертвам трагедии 1957 года (когда во время сильнейшего шторма погибли более 20 человек), обновлён памятник первой нефтяной скважине, сооружён мемориал нефтяникам — жертвам Карабахского конфликта, установлены памятник геологу Ага-Курбану Алиеву, памятник Гейдару Алиеву и открыт его музей.
До середины 2000-х годов на Нефтяных Камнях действовала мечеть со штатным муллой, но была закрыта в связи с ужесточением режима безопасности. По этой же причине были запрещены экскурсии на Нефтяные Камни.
В ноябре 2007 года на Нефтяных Камнях была сдана в эксплуатацию новая платформа № 2387, предназначенная для бурения 12 скважин. Высота двухблочной платформы достигает 45 м, масса — 542 тонны. Платформа установлена на глубине моря в 24,5 м. Расчётный срок эксплуатации блоков, собранных на Бакинском заводе глубоководных оснований — 50 лет. С этой платформы планируется бурение 12 новых скважин при средней глубине 1800 м.
25 декабря 2007 года сдан в эксплуатацию 20-дюймовый газопровод, связывающий месторождения Нефтяных Камней и Бахар протяжённостью 66,6 км и пропускной способностью 5,5 млн кубометров в сутки. Газопровод предназначен для транспортировки природного газа, добытого на месторождении Гюнешли, на берег.

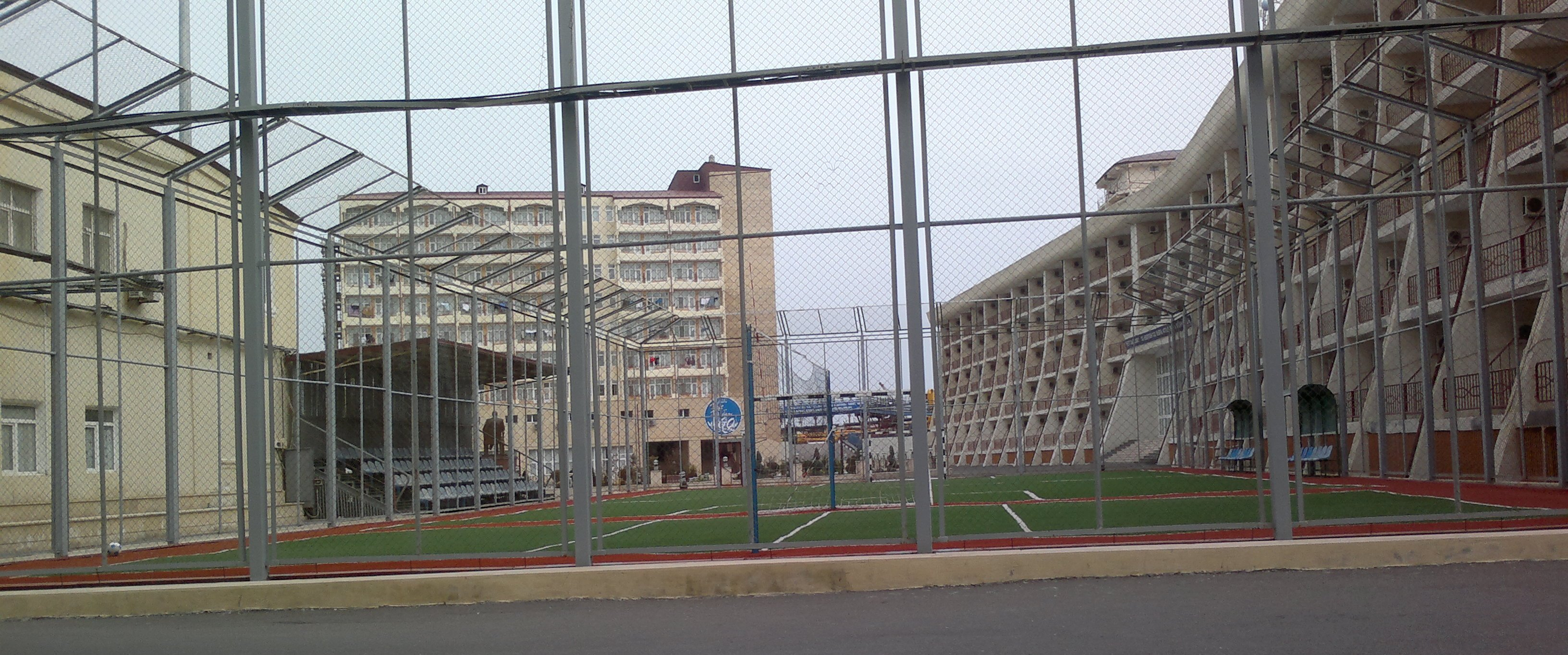
Футбольное поле на Нефтяных Камнях

В посёлке работает пекарня, поликлиника, дом чая, столовая, станция очистки воды, установка по сжиганию отходов, имеется футбольная площадка. Работники проживают в общежитиях (мужских и женском) в комнатах по одному — два человека.
Транспортное сообщение осуществляется паромными рейсами с морского вокзала Баку, грузопассажирскими рейсами из терминала на Апшеронском полуострове и вертолётами с вертодрома на острове Пираллахи. На самих Нефтяных Камнях действует несколько вертолётных площадок, одна из которых — основная с небольшим аэровокзалом.
Постоянных жителей на Нефтяных Камнях нет. Около двух тысяч человек работают вахтовым методом по графику неделя через неделю. Продлевать срок вахты категорически запрещено. Исключение составляет лишь период штормовой погоды, когда невозможно транспортное сообщение с материком. В этом случае вахта автоматически продлевается на неделю.
Работники Нефтяных Камней получают зарплату выше, чем их коллеги, работающие на материке. Рабочая смена составляет в среднем 10-12 часов. Кроме нефтяников на Нефтяных Камнях работают строители, геологи и представители других смежных профессий.
Эксплуатацией Нефтяных Камней занимается компания «Азнефть», одно из подразделений ГНКАР.
По состоянию на 4 января 2018 года Нефтяные Камни — это более 200 стационарных платформ.  Протяжённость улиц и переулков этого города в море достигает до 350 километров. За прошедшие годы с начала эксплуатации на месторождении добыто более 160 млн тонн нефти и 13 млрд  м³ попутного нефтяного газа. Действует более 380 эксплуатационных скважин, каждая из которых даёт в среднем до 5 тонн нефти в сутки.
Суточная добыча нефти на июль 2022 года составляет 3050—3070 тонн.